# Lobo solitario (terrorismo)
Los lobos solitarios son individuos que realizan acciones terroristas sin el apoyo ni directrices de un grupo u organización y sin la influencia de un líder.

## Orígenes del término
De acuerdo a la Liga Antidifamación el término “lobo solitario” fue popularizado por los supremacistas blancos Alex Curtis y Tom Metzger a finales de los años 1990:
Según Curtis: Curtis alentó a los compañeros racistas a actuar solos para cometer crímenes violentos, así no podrían incriminar a otros. Hizo un llamado para la eliminación de todos los que no son blancos “por todos medios necesarios”; y promovió asesinatos, la venta de drogas y el uso de armas biológicas, como estrategias útiles. Popularizó las llamadas “5 palabras”: “No tengo nada que decir” (incitaba a sus correligionarios a utilizarlas en cualquier interrogatorio policiaco, como un medio muy efectivo para obstruir cualquier proceso judicial).
Según Metzger: uno de los aspectos más influyentes del activismo de derecha de Metzger has sido su promoción de los modelos usados por otros movimientos extremistas como son el “lobo solitario” o la “resistencia sin líder”, los cuales favorecen la actividad clandestina individual o de células pequeñas, como lo opuesto a las organizaciones con membresías visibles.

## Uso vigente
El término "lobo solitario" fue adoptado por agencias de Estados Unidos (Seguridad Nacional, Justicia, Departamento de Estado) y por los medios de comunicación al referirse a individuos que siguen esa estrategia. Una operación conjunta entre el FBI y la Policía de San Diego para investigar las actividades de Curtis fue llamada Operación Lobo Solitario, “en gran parte debido al incentivo que hacía Curtis a otros supremacistas blancos para seguir lo que él llamaba activismo del 'lobo solitario'”. El término “terrorismo del lobo solitario” es utilizado de modo generalizado para cualquier acto llevado a cabo fuera de una estructura de comando, sin importar su ideología.
Normalmente, el terrorista “lobo solitario” comparte una identificación ideológica o filosófica con algún grupo extremista, pero (el o ella) no se comunica con el grupo con el cual se identifica. Mientras que las acciones del “lobo solitario” son motivadas para promover el objetivo del grupo, las tácticas y métodos son totalmente concebidos y dirigidos por el “lobo solitario” sin una dirección o comando externo. En muchos casos, (como en las tácticas que imaginó Curtis), el “lobo solitario” nunca tiene ningún contacto personal con un grupo más grande. Gracias a esto, el terrorismo de lobo solitario plantea un problema muy particular para los oficiales antiterroristas, ya que dificulta considerablemente la recolección de datos de inteligencia, en directa comparación con el terrorismo convencional.
En Estados Unidos, los “lobos solitarios” pudieran representar una amenaza aún mayor que los grupos organizados. Según el periódico The Christian Science Monitor, “con la excepción de los ataques a las Torres Gemelas... los más grandes ataques terroristas en Estados Unidos han sido perpetrados por individuos trastornados que eran simpatizantes de una causa mayor —desde el bombardero de Oklahoma Timothy McVeigh hasta el francotirador del área de la ciudad de Washington John Allen Muhammad—”.

## Historia

### Antecedentes
Los orígenes del terrorismo autónomo e individual se encuentran en el terrorismo anarquista decimonónico: una oleada terrorista que generaría un profundo impacto político, económico y social en la sociedad del siglo XIX, provocando una ola de atentados contra monarcas, políticos, clérigos, empresarios, periodistas y fuerzas del orden, y cuyo objetivo era destruir la sociedad industrial y de clases que representaba el régimen liberal decimonónico. De este modo, para comprender el fenómeno de los “lobos solitarios” de la extrema derecha estadounidense y del fundamentalismo islámico, debemos remontarnos al terrorismo individual anarquista del siglo XIX. Originario de finales del siglo XVIII, a través de la obra del británico William Godwin, el anarquismo como ideología política contemporánea lo desarrollarían numerosos teóricos, entre los que merece destacar a Charles Fourier, Wilhelm Weitling, Pierre-Joseph Proudhon, Josiah Warren, Mijaíl Bakunin, Henry David Thoreau, Lysander Spooner, Piotr Kropotkin, Giuseppe Fanelli, Max Heinrich Hermann Reinhardt, Rafael Barrett, Néstor Majnó, Vsevolod Mikailovitch, Émile Armand o Murray Bookchin, entre otros.
El anarquismo, entendido como una ideología individualista, libertaria, revolucionaria, antisistema y como una reacción violenta contra el mundo moderno, se postularía desde sus inicios como la primera ideología política contemporánea que generaría los primeros terroristas individuales de la historia. De esta manera, en reacción contra el mundo surgido de la revolución industrial, el anarquismo perseguiría desde sus orígenes la libertad total del individuo, la negación de cualquier tipo de autoridad y la oposición a cualquier tipo de dogma o moral establecida. Un mundo, sin “Dios, ni amo, ni patrón”, como reza el conocido lema anarquista, y a favor de la asamblea como único órgano de toma de decisiones, rechazando de facto la democracia representativa liberal. Un ejemplo actual de ello lo podemos encontrar en el libro anarquista español Contra la democracia (2013) de los Grupos Anarquistas Coordinados (GAC).

### Tras la II Guerra Mundial
El origen del concepto contemporáneo de la resistencia sin liderazgo arranca entre los años 1953 y 1962, promovido por el coronel Ulius Louis Amoss, exoficial de inteligencia de los Estados Unidos y fundador del International Service Information Foundation (ISI). Este exoficial entendió que las células terroristas independientes no integradas en ningún tipo de jerarquía podían ser útiles para desestabilizar a los gobiernos comunistas durante la Guerra Fría. Amoss criticaba que la CIA y la inteligencia occidental estaban haciendo uso de tácticas de resistencia desfasadas, ya que una organización jerarquizada facilitaba la infiltración de los agentes de inteligencia de los países del Bloque del Este, lo que provocaba su desactivación y posterior represión de sus integrantes. Frente al modelo de organización piramidal, Amoss recomendaba hacer uso de la estrategia y táctica terrorista de resistencia sin líderes en Europa, poniendo especial énfasis en el trascendental papel del individuo. Otros autores de la época vieron también el potencial de la lucha individual. Tenemos como ejemplo la obra de H. von Dach Bern y Wendell Fertig publicada en 1958 y titulada: Total resistance: Swiss Army guide to guerrilla warfare and underground operations.
Dentro de los círculos de extrema derecha estadounidenses de la segunda mitad del siglo XX podemos mencionar a Robert DePugh, fundador de la milicia anticomunista The Minutemen y autor del manual publicado en 1973 Can you survive? Guidelines for resistance to tyrannny for you and for your family. La extrema derecha estadounidense también ha utilizado como fuente de inspiración publicaciones de la Alemania nazi, como el Manual de instrucción de combate de las SS Werwolf, publicado en 1944 y traducido al inglés en 1982. En 1965, un neonazi llamado Richard Cotton, publicó un escrito animando a la creación de «células fantasma» con la intención de generar un clima de terror contra los movimientos políticos y sociales de la época que defendieran la extensión de los derechos civiles, la libertad sexual, el pacifismo, la descriminalización social de las drogas o el avance de la izquierda política. Tras el escrito de Cotton, Joseph Charles Tommasi funda en 1974 el National Socialist Liberation Front (NSLF), una organización descentralizada de extrema derecha. La organización creada por Tommasi supuso una ruptura "modernizadora" con respecto a las otras organizaciones de extrema derecha mayoritarias en los Estados Unidos: el Ku Klux Klan, el American Independent Party y el American Nazi Party de Matthias Koehl por aceptar el consumo de marihuana y el rock and roll.
Con respecto a los grupos de resistencia sin líder y encuadrados en la izquierda ecologista podemos destacar en esta época al Animal Liberation Front, fundado en 1976, el grupo Earth First!, fundado en 1979, y el grupo The Radical Animal Liberation Movement, fundado en 1970. El terrorismo de la izquierda en los años 70 todavía seguía, no obstante, muy vinculado a grupos organizados y con liderazgo y no sería hasta el final de la Unión Soviética en 1991 que tendrían una mayor relevancia.

### Años 80
En 1982, James Mason, y siguiendo el asesoramiento del criminal Charles Manson, funda The Universal Order, una organización sin líder defensora del supremacismo blanco. Mason sería el primer ideólogo de la extrema derecha estadounidense en utilizar el término y concepto del “lobo solitario”. No obstante, el origen lejano del término proviene de una novela del escritor alemán Hermann Löns titulada Der Wehrwolf y publicada en 1910. Este concepto de “lobo solitario” tuvo primero influencia en la Alemania Nazi, por ejemplo en las fuerzas submarinas alemanas o U-Boot. También aparece en los símbolos esotéricos nazis. En el símbolo rúnico Wolfsangel, conocido a través de sus dos variantes más comunes como “rayo” u “hombre lobo”, portado principalmente por las SS y diversas brigadas del III Reich. O en los Werwolf (hombres lobo), la guerra de guerrillas nazi contra los aliados ideada por Martin Bormann y Heinrich Himmler en 1944 y cuyas hostilidades no finalizarían hipotéticamente hasta 1947. De acuerdo con el doctor en Seguridad Internacional, Enrique Arias Gil: «no existe un nexo directo que confirme que el supremacismo blanco estadounidense de finales del siglo XX se inspirara en las Werewolf de la Segunda Guerra Mundial, estas sentarían uno de los precedentes del empleo de la guerra asimétrica por parte de la extrema derecha contra las políticas democráticas y liberales de los aliados, al hacer uso del sabotaje, las misiones suicidas y el terrorismo autónomo e individual».
1983 fue el verdadero comienzo el concepto de los “lobos solitarios” en la extrema derecha estadounidense. Louis Beam, exmiembro del Ku Klux Klan y veterano de la Guerra de Vietnam propuso ampliar el desarrollo teórico de la resistencia sin líder rescatado por Richard Cotton. En su obra Essays of a Klansman, Beam, bajo el seudónimo, Nathan Bedford Forrest, quien fue un general del Ejército de los Estados Confederados de América, defendería que la lucha del supremacismo blanco es una lucha contra el Estado y la sociedad estadounidense en su conjunto. En 1984, el teniente coronel Jack Mohr, miembro de la organización ultraderechista Christian Patriots Defense League, también apoyaría el principio de la resistencia sin líder elaborado por Beam, a la que denominaría Citizens Emergency Defense System. Poco después, David Lane, fundador del grupo terrorista La Orden (1983-1984), exhortaría a los «guerreros arios» a adoptar una actitud de «resistencia», a adentrarse en la clandestinidad y a crear pequeñas células de un solo hombre repartidas por todo el territorio tanto en los EE. UU., como fuera de ellos. William Luther Pierce, presidente de la organización supremacista blanca Alianza Nacional, publicó bajo el pseudónimo de Andrew MacDonald, dos novelas escritas para inspirar y animar a los supremacistas blancos como terroristas individuales: Los diarios de Turner, en 1978, y Hunter, en 1989.

### Años 90
En los años 90 aparecen teóricos como Alex Curtis y Tom Metzger. Alex Curtis llevó a cabo una campaña ciberactivista durante los años noventa, a través de diversos sitios web. En sus mensajes, Curtis defendía la figura de los “lobos solitarios” como la única forma de ejercer el terrorismo contra la sociedad y contra el estado, llegando a defender el uso de armas químicas, radioactivas o bacteriológicas contra la población civil. En 1999 también defenderá el asesinato selectivo como forma de presionar al Estado. Curtis creía que un clima de confrontación entre razas en los EE. UU. beneficiaba al supremacismo blanco. Este interés por la confrontación como medio para alcanzar objetivos lo defenderá también años después el Estado Islámico (Daesh). A su vez, Tom Metzger, fundador de la Resistencia Aria Blanca, proponía no solo que los potenciales terroristas fueran “lobos solitarios”. Recomendaba, además, que ocultasen su ideología y que evitasen reunirse con gente afín.
En los años 90 la extrema izquierda perdió a la unión Soviética como referente e iría abandonando progresivamente el terrorismo organizado que le caracterizaba en las décadas de los años setenta y ochenta (Brigadas Rojas, Fracción del Ejército Rojo o Acción Directa), y evolucionando también hacia un terrorismo sin líder. Esta nueva izquierda busca competir con la democracia liberal y hacer llegar su mensaje al centro del debate político cuestionando elementos como el estado de derecho, el libre mercado, la globalización, la modernidad e incluso «la propia ciencia» proponiendo, por el contrario, soluciones ideológicas radicales contra el mundo surgido tras 1991. La nueva izquierda postmoderna abandonaría progresivamente el discurso marxista ortodoxo por otros nuevos referentes que servirían para desafiar el sistema capitalista, entre los que se encuentran el feminismo, los valores post-identitarios, el localismo, la lucha queer (transexual), el ecologismo, el veganismo, el neoludismo, el indigenismo, etc.
Entre estas nuevas siglas terroristas de la resistencia sin líder y que operan bajo la ideología de la izquierda, destacan grupos como el Frente de Liberación de la Tierra (1992) y el Stop Huntingdon Animal Cruelty (1998). En EE. UU. también es considerado por las autoridades como un tipo de terrorismo. Según datos del FBI, entre enero de 1990 y junio de 2004, el ecoterrorismo estadounidense habría llegado a producir más de 120 atentados, provocando la pérdida de millones de dólares a empresas.

### Desde 1999 en adelante
Jefferson Mack, autor conocido en la subcultura de la extrema derecha estadounidense, publicó varios libros en los 80 y los 90 relacionados con el supremacismo y el terrorismo individual. En el año 2002 publicó un libro titulado How to lead a secret life of insurgency in an increasingly unfree world, donde recomendaba que cualquier accidente que sufriesen los políticos o empresarios de renombre fuera automáticamente reivindicado por el terrorismo de los “lobos solitarios” con el objetivo de generar miedo. Según Mack, el nuevo terrorista no debía hacer tanto énfasis en el aprendizaje del manejo de armas sino en adquirir conocimientos en informática, encriptación de la información, hacer un uso eficiente de la propaganda política, adquirir conocimientos de las leyes del país, etc. También veía la utilidad de los potenciales terroristas que se infiltran dentro de las organizaciones gubernamentales, un insider. Los tres puntos abordados en su libro son tipos de objetivos a los que atacar, la importancia de generar un clima revolucionario propicio para derribar al Gobierno federal de los Estados Unidos, y el poder real del terrorismo amateur frente al terror organizado.
Harold A. Covington fue otro activista de extrema derecha que destacó en los últimos años, fundador del Frente del Noroeste, un grupo partidario del Imperativo Territorial del Noroeste, un proyecto político separatista blanco que pretendía crear un estado étnico blanco en la costa Noroeste de Estados Unidos. Tras un atentado terrorista contra una iglesia en Charleston, Carolina del Sur, en el año 2015, Harold Covington comenzó a ser percibido como instigador terrorista.

## Ejemplos

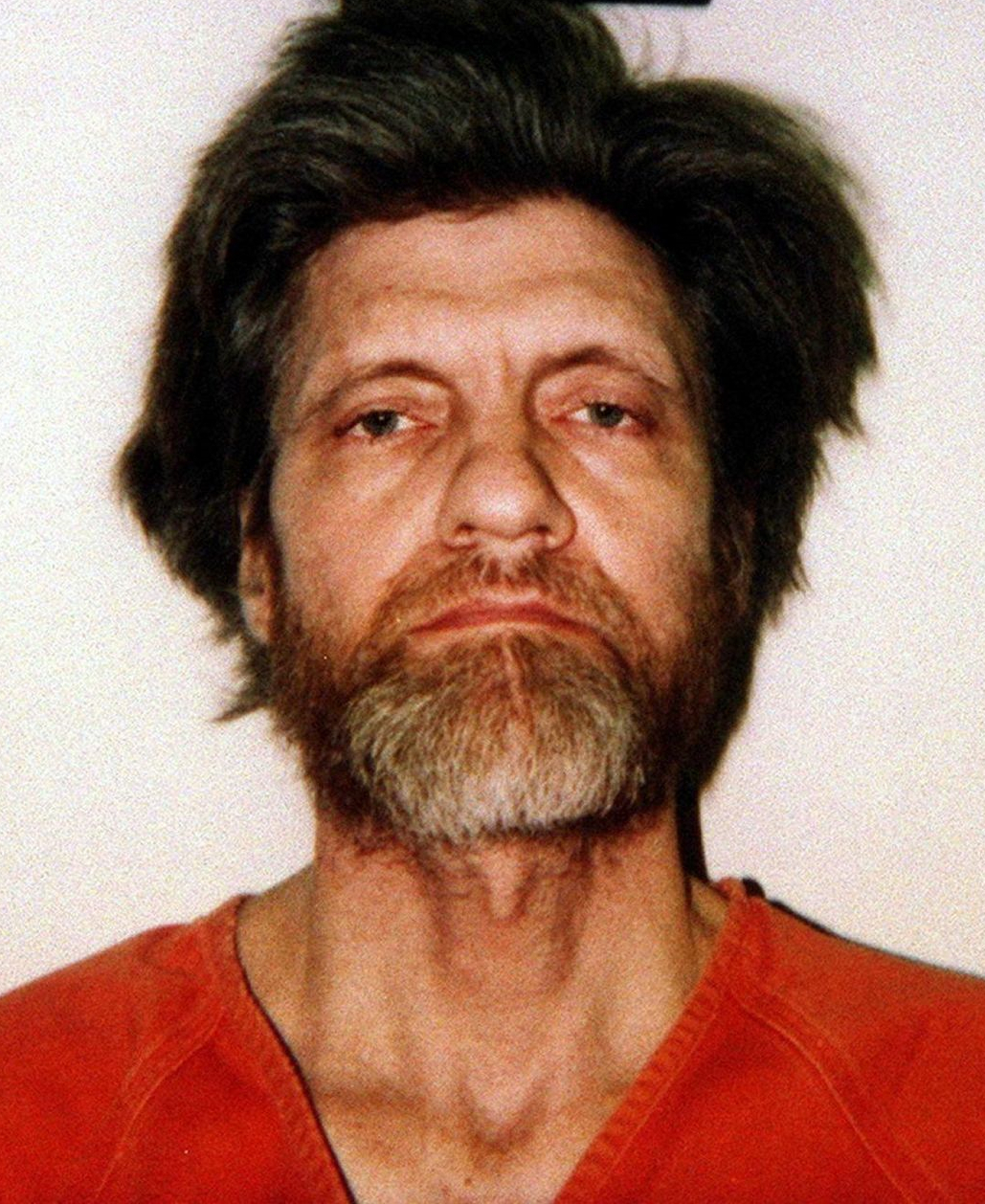
Theodore Kaczynski.

### Lobos Solitarios en Estados Unidos
- Timothy McVeigh es frecuentemente citado como el ejemplo clásico del “lobo solitario” (a pesar de que, en realidad, conspiró junto con Terry Nichols). Fue declarado culpable y ejecutado por el Atentado de Oklahoma City, el cual mató a 168 personas e hirió a centenares más con un camión-bomba.
- Entre 1978 y 1995, Theodore Kaczynski, conocido como el “Unabomber”, se comprometió en una campaña para enviar cartas bombas a varias personas, matando a tres e hiriendo a 29 más. Amenazó con seguir con los ataques si su manifiesto anti-tecnología (titulado Industrial Society and Its Future) no era publicado por el New York Times. El diario accedió a sus demandas. Actuó siempre en solitario, no formó parte de ninguna red u organización terrorista, actuó sin la influencia de un líder y estableció él mismo sus medios y objetivos, llegando incluso a desarrollar su propia ideología.[26].
- Entre 1996 y 1998, Eric Rudolph, un partidario de la Identidad Cristiana, se embarcó en una serie de ataques en contra de civiles en el Sur de Estados Unidos, resultando en la muerte de tres personas y lesiones a por lo menos 150 personas más. Sus objetivos incluyeron clínicas para abortos, bares homosexuales y los Juegos Olímpicos de 1996 en Atlanta.
- El 10 de agosto de 1999, Buford O. Furrow, Jr., un miembro del grupo supremacista blanco Nación Aria, atacó una guardería judía en Los Ángeles, hiriendo a cinco personas, y subsecuentemente matando a un cartero de ascendencia filipina.
- Año 2001, Bruce Edwards Ivins, autoradicalizado y de extrema derecha, fue un microbiólogo estadounidense, investigador principal de biodefensa en el Instituto de Investigación Médica de Enfermedades Infecciosas del Ejército de los Estados Unidos (USAMRIID), y presunto autor de los ataques con carbunco en 2001.[26]
- El 3 de marzo de 2006, Mohammed Reza Taheri-azar dirigió su camioneta hacia una multitud de estudiantes de la Universidad de Carolina del Norte en Chapel Hill, dejando lesionadas a nueve personas. Informes de la prensa local indicaron que la personalidad de Reza Taheri “correspondía al perfil moderno del terrorista 'lobo solitario', sin afiliación alguna.”[27]
- El 28 de julio de 2006, Naveed Afzal Haq, diciendo “Soy un musulmán estadounidense, molesto con Israel” perpetró el Tiroteo de la Federación Judía de Seattle en el barrio Belltown, de la ciudad de Seattle, matando a una mujer e hiriendo a cinco mujeres más.
- Año 2009, Marius Mason, (antes Marie Mason), anarquista estadounidense con perfil ecoterrorista que en 2009 fue sentenciado a 22 años de prisión después de admitir trece cargos por incendios provocados y daños a la propiedad con un coste de cuatro millones de dólares. Fue integrante de la red terrorista Earth Liberation Front (ELF), siendo sus atentados reivindicados por esta y otras organizaciones[26].
- El 18 de febrero de 2010, Joseph Andrew Stack estrella una avioneta en un edificio federal en Austin, Texas por problemas con el Servicio de Impuestos Internos de Estados Unidos (IRS).[28]

### Lobos Solitarios en Europa
- entre 1993 y 1997, Franz Fuchs, un xenófobo austríaco, se embarcó en una campaña en contra de extranjeros y de organizaciones que él creía eran amistosas con los extranjeros. Mató a cuatro personas e hirió a 15 más, usando tres aparatos explosivos improvisados y cinco oleadas de 25 cartas bombas en total.
- En abril de 1999, el neonazi David Copeland se hizo conocido como el “Bombardero de Clavos de Londres” después de una campaña de 12 días de bombardeos, cuyo objetivo eran las comunidades negras, asiáticas y homosexuales de Londres, matando a tres personas y lesionando a 129 más.
- Año 2009, Ian Davison, autoradicalizado y de extrema derecha, detenido por producir armas químicas caseras con la ayuda de su hijo, Davison formaba parte de la red clandestina Aryan Strike Force, ligada al grupo terrorista británico Combat 18.[26]
- En julio de 2011 el ultranacionalista noruego Anders Breivik hizo estallar una bomba frente a la sede del gobierno nacional en Oslo. Luego, se trasladó a la isla de Utøya, donde se reunía la juventud del gobernante Partido Laborista Noruego, y mató a 69 personas con disparos de pistola y escopeta (véase Atentados de Noruega de 2011). Operó siempre en solitario, no formó parte de ninguna red u organización terrorista, actuó sin las directrices de un líder y eligió él mismo sus propios medios y objetivos.[26]
- En 2012, el yihadista Mohammed Merah mató a siete personas en la ciudad de Toulouse, Francia. Finalmente fue asesinado después de un asedio de 32 horas en su apartamento en la ciudad.
- El 26 de mayo de 2013, en La Défense, un yihadista apuñaló al soldado Cédric Cordier en la garganta. Cordier fue hospitalizado, pero las autoridades dijeron que su herida en la garganta no amenazaba su vida. El hombre, llamado Alexandre Dhaussy, era un converso al islam.
- El 20 de diciembre de 2014, en Joué-lès-Tours, Francia, un yihadista francés nacido en Burundi atacó la comisaría local con un cuchillo mientras gritaba "Allahu Akbar". Logró herir a tres policías antes de que lo mataran a tiros.[29]
- El 14 de julio de 2016, el yihadista Mohamed Lahouaiej Bouhlel condujo un camión hacia una multitud que celebraba el Día de la Bastilla en Niza, Francia, y mató a 86 personas.[30]
- El 18 de agosto de 2017, el yihadista Abderrahman Bouanane apuñaló a 10 personas en la ciudad de Turku, Finlandia, provocando varios heridos graves y la muerte de 2 personas.[31]
- El 17 de octubre de 2020, un yihadista de 18 años decapitó a un maestro cerca de una escuela en un suburbio de París, antes de ser asesinado a tiros por la policía. Se dice que la víctima mostró dibujos del profeta Mahoma a sus estudiantes. Europol clasificó el ataque como terrorismo yihadista.[32]
- El 29 de octubre de 2020, un yihadista de 21 años mató a puñaladas a tres personas en Notre-Dame de Niza. El agresor intentó decapitar a una de las víctimas, una mujer de 60 años. El presidente municipal de Niza y el presidente Macron dijeron que el incidente fue un ataque terrorista del extremismo islámico.[33] Europol clasificó el ataque como terrorismo yihadista.
- El 3 de noviembre de 2020, un yihadista de 20 años disparó a personas al azar en seis lugares del centro de Viena, matando a cuatro e hiriendo a 22, principalmente dentro y fuera de los restaurantes, antes de que la policía lo matara a tiros. Un video del hombre prometiendo lealtad al Estado Islámico fue publicado a través de la agencia de noticias Amaq y Europol clasificó el ataque como terrorismo yihadista.[34]

### Lobos Solitarios en Medio Oriente
- El 24 de febrero de 1994, el judío Baruch Goldstein, un fanático antiguo miembro de la Liga de Defensa Judía y seguidor del movimiento extremista kahanista,[35] abrió fuego dentro de la Tumba de los Patriarcas en Hebrón, matando a 29 personas e hiriendo por lo menos a 100 más.[36]
- El 4 de noviembre de 1995, Yigal Amir, otro fanático seguidor del rabino Meir Kahane, asesinó al Primer ministro de Israel Isaac Rabin e hirió a un guardia de seguridad durante una manifestación llevada a cabo en apoyo de los Acuerdos de Oslo en Tel Aviv, y fue sentenciado a cadena perpetua más 14 años en prisión. Amir era un estudiante de derecho en la Universidad Bar-Ilan y un activista de derecha que se opuso a la firma de los Acuerdos por parte de Rabin.
- El 4 de agosto de 2005, Eden Natan-Zada, otro supuesto kahanista, mató a cuatro árabes israelíes en un autobús e hirió a 12 más antes de ser asesinado por los pasajeros del autobús.[37] Natan-Zada era un soldado israelí con 19 años de experiencia que había desertado después de negarse a desalojar a colonos judíos de los asentamientos de la Franja de Gaza.
- El 17 de agosto de 2005, Asher Weisgan, un conductor de autobuses de 40 años de edad, le disparó a cuatro palestinos e hirió a dos más en el asentamiento de Shiloh, ubicado en Cisjordania.